# Marie Pironnet
Marie Pironnet est une cantatrice française, née en juin 1876 à Verviers en Belgique et morte en janvier 1934 à Paris. Avec la notoriété, elle se fera appeler également Marie Pironnay ou Mary Pyronnay.
Marie Pironnet avait deux sœurs. Fernande qui entra également à la Schola Canturum, et Georgine Elisabeth Angèle, professeur de Piano. Toutes les trois sont nées à Verviers.

## Biographie

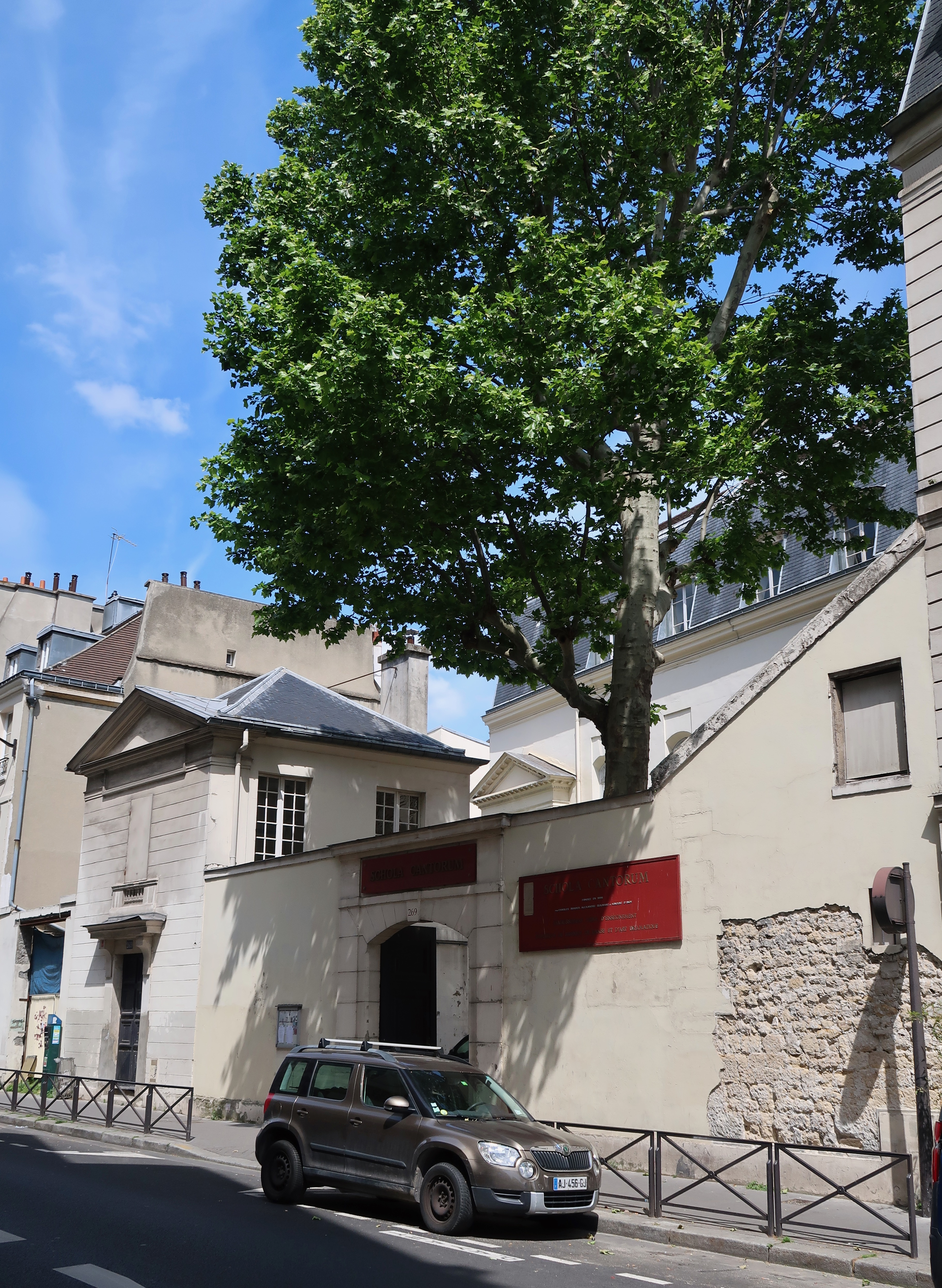
Entrée de la Schola Cantorum, rue Saint-Jacques.

Elle est premier prix du conservatoire de Bruxelles.
Mezzo-soprano, Marie Pironnet étudie à la Schola Cantorum de Paris, où elle est l'élève de Vincent d'Indy, et obtient son diplôme en 1904.
Elle enseigne le chant à la Schola Cantorum entre 1908 et 1920.
Marie Pironnet épouse le peintre Antony Damien en 1919
La sœur de Marie, Fernande Pironnet, Cantatrice et Pianiste  entra également à la schola Canturimste à la Schola Cantorum, chante avec elle en 1909.
Marie Pironnet épouse le peintre Antony Damien en 1919, et s'installe à Fontainebleau, où elle donnera des cours de chant à partir de 1920. 
Il est relaté que lors de l'inauguration des orgues de l'église Saint Louis de Fontainebleau, le 29 mars 1925, l'abbé Bee, maitre de la chapelle, dirigea 50 Choristes, les élèves de madame Pironnay, et trois solistes de la Schola Cantorum, accompagnés au piano par Charles Marie Widor et Marcel Laisné.

## Concerts
Marie Pironnet se produit dans de nombreux concerts avec une réception critique favorable :

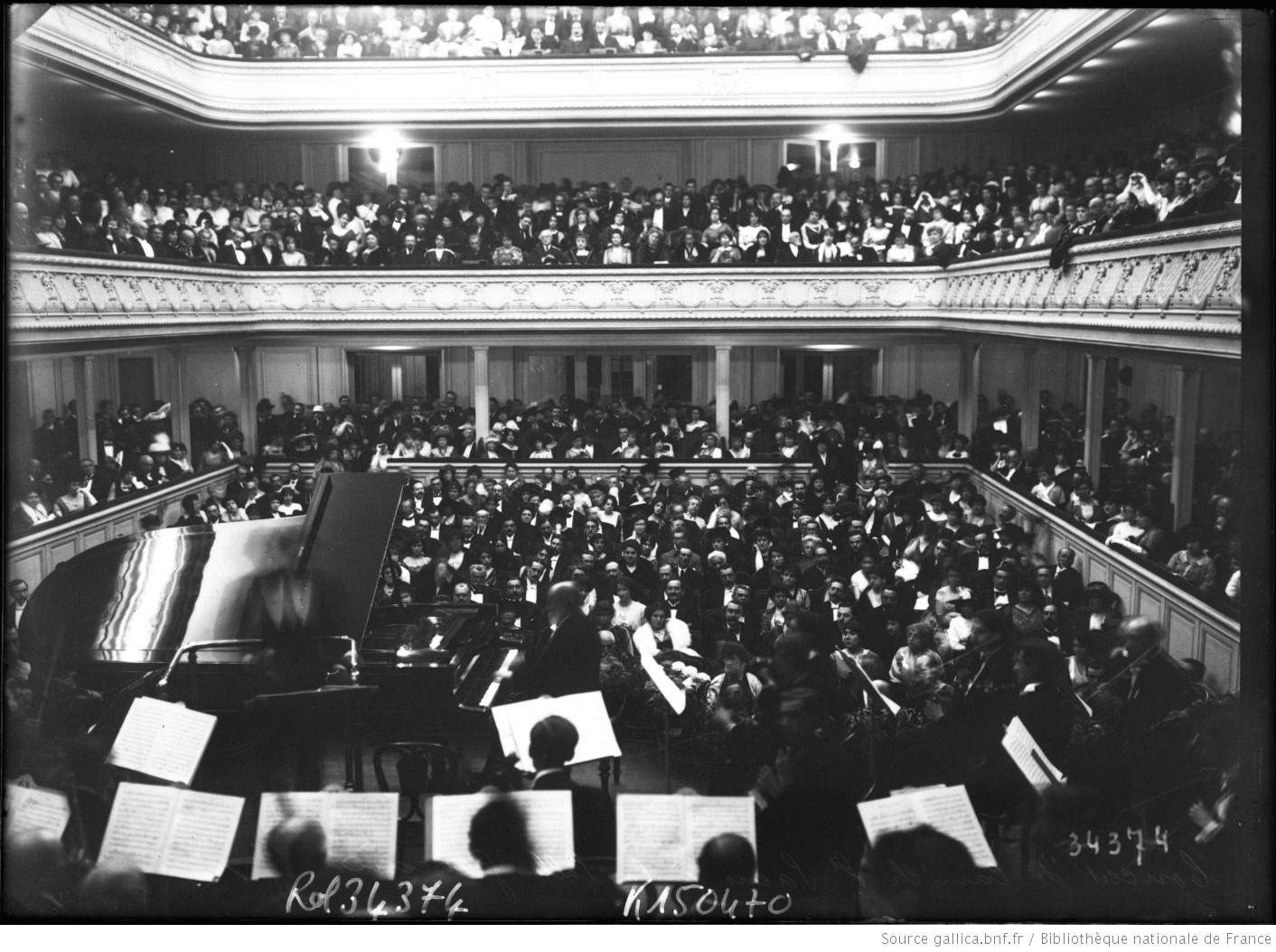
La Salle Gaveau en 1913.

- 1902 : Schola Cantorum de Paris, une sélection d’Idoménée de Mozart[4].
- 1903 : Concert à Montpellier avec les chanteurs de Saint Gervais avant l'Espagne [5]
- 1903 : Concert de charité en l'église jésuite Saint-Ignace de Paris, dirigé par Vincent d'Indy et Charles Bordes, au programme Jean-Sébastien Bach, Haendel, et chant grégorien[6].
- 1904 : Ostende - Kursaal « Mme Pironnet dans l'air de La Flûte enchantée a fait valoir son joli organe »[7].
- 1904 : Georges Jacob récital d'œuvres d'orgues et de chant d'Alexandre Guilmant[8].
- 1904 : L'Orfeo de Monteverdi, Schola Cantorum de Paris, « - 25 février et 2 mars 1904 - version de concert, en français, avec d'importantes coupures (suppression totale des actes I et V) - adaptation de Vincent d'Indy - avec Marie Pironnet (la Musique), Marthe Legrand (la Messagère), Laure Flé (Eurydice), L. Bourgeois (Orphée), Jean David (Premier Berger), Tremblay (Second Berger, un Esprit), Claire Hugon (Troisième Berger), Tarquini d'Or (Caron, un Esprit), Alexandre Guilmant à l'orgue, Marcel Labey au clavecin, Mlle Ziélinska à la harpe, Mlle Lénars au luth, chœurs et orchestre de la Schola Cantorum. Lionel de la Laurencie avait établi une « claire et substantielle analyse » de l'ouvrage. La partition fut publiée en 1905, ainsi qu'une réduction pour chant et piano en 1916. Les deux dates de concert furent calquées sur les représentations de l'Orfeo en 1607 à Mantoue »[9].
- 1904 : Grand concert de la Schola Cantorum. « Avec le concours de Mlle H. de la Rouvière Soprano solo des concerts Lamoureux, M. L. Fournier Violoncelliste solo des concerts Colonne, Mlle J. Édiat Contralto de la Schola Cantorum, H. Jean David Ténor solo des concerts Lamoureux, H. Mondain Hautboïste solo des concerts Colonne, Mlle Pironnet Mezzo soprano de la Schola Cantorum, Dusausoy Hermans Ibos (Flûte) (Basson) (Piano) de l'Orchestre et des Choeurs de la Schola Cantorum, Sous la direction de M. Marcel Labey  Chef d'orchestre de la Schola »[10].
- 1904: « Mme Ç. Jameson vient de donner deux matinées artistiques exquises dans ses salons du boulevard Malesherbes. A la seconde matinée on a donné le prologue, l'acte II et des fragments du 3e et du  4e actes de YOrfco, favola in musica, di Claudi'o Monteverdi, 1607. Les interprètes étaient M. Bourgeois, Orfeo; Mlle Marthe Legrand, la Messagère M. Jean David, un Berger Mlle Pironnet, la Musique.Harpe Mlle Zielinska. Le succès fut considérable. Puis Mlle Pironnet chanta l'air de la Guirlande, de 'Rameau M. Bourgeois interpréta l'air des Festes vénitiennes, de Campra; Mlle Marthe Legrand et M. Jean David chantèrent le duo de la Lire et la Harpe, de Saint-Saëns, et le duo des Amoureux transi, de Schumann. Parmi les invités: Baronne de Saint-Joseph, comtesses d'Haussonville, de Maillé, de La Riboisière, Edmond de Pourtalès, de Rohan-Çhabot, de Bonneval, de Fénelon. du Lau, de Puységur; duchesse de Trévise, baronne de Berckheim, marquis et marquise de Jaucourt, marquises de Loys-Chandieu, de Bonneval; le ministre de Suède et Norvège et Mme Akerman, marquis du Lau, vicomtes de Vaufreland, de Bouthillier; MM. Cornélis de Witt, R. Hahn, de Bréville; barons de Wangen, de Coëhorn, de Ravignan, de Bussierre comte le Marois, etc... »[11].
- 1905 : Angers, avec le Quatuor Zimmmer[12].
- 1905 : Soirée artistique chez le Comte Arthur de Gabriac[13].
- 1905 : Angers, concert dirigé par Charles Bordes[14]
- 1905 : Schola Cantarum de Paris, Concert de Déodat de Séverac 25 mai[1].
- 1905 : Soirée artistique chez le Comte Arthur de Gabriac, Rébeca et mélodies de Schubert[15].
- 1906 : L'Orfeo de Monteverdi, adaptation de M. de Lacerda, « Mlle Marie Pironnet m'a paru en grands progrès pour le style et la délicatesse de la voix ; en récompense, je lui décerne deux lettres de noblesse (je n'en ai qu'une moi-même), et consens à l'appeler d'ores en avant : Mary Pironnay »[16].
- 1906 : Barcelone. L'Orféo. Article de La Vanguardia le 9 mars 1906, lors du passage des artistes de la Schola Cantorum à Barcelone[17].
- 1906 : Schola Cantorum "Trio Moderne" avec Blanche Selva[18].
- 1907 : Théâtre Sarah Bernhardt, Concert Lamoureux Faust de Shumann[19].
- Albert Roussel compose ses Deux poèmes chinois en mars 1907 et février 1908
  1. ) — dédié à Mme Alfred Cortot ;
  2. « Amoureux séparés » — Modérément animé, à quatre temps () et  — dédié à Mlle Mary Pironnay.  La partition est publiée par Rouart-Lerolle en éditions séparées, en 1908 et 1910
- 1908 : Concerts Lamoureux[20].
- 1908 : Concerts Colonne, Beethoven, Egmond de Goethe[21].
- 1909 : Concerts-Rouge, avec Joseph Bizet, organiste, motets[22].
- 1909 : Salle Gaveau Schola Cantorum Euryanthe de Carl Maria von Weber[23].
- 1910 : Mlles Mary et Fernande Pironnay, les excellentes artistes de la Schola, nous donneront la suite de leur revue de l'École Franckiste (Castillon, Duparc, d'Indy, Chausson et Bordes)[24].
- 1910 : Cours et Conférences, les grandes époques de la musique, avec Mary et Fernande Pironnay[25].
- 1911 : Quatre chansons d'Enfants[26].
- 1911 : Concert pour la maitrise à Rouen, Iphigénie en Aulide, tragédie-opéra en trois actes de Christoph Willibald Gluck[27].
- 1911 : Soirée musicale par la princesse Edmond de Polignac.« Au programme:I. Pupazzi, suite d'orchestre, de Florent Schmitt;  II. Le Camp, chœur, de Percy-Grainger  III. Robin m'aime, rondelet sur un vieil air de l'Artois, d'Edmond de Polignac  IV. Pavane et Madrigal, de Fauré  V. Les Mille et une nuits, d'Armande de Polignac  VI. Le Vallon Lamartine, chœur, d'Edmond de Polignac  VII. Prélude à l'après-midi d'un faune, de Claude Debussy;  VIII. Lamento (Théophile Gautier), d'Edmond de Polignac, par Mlle Mary Pironnay. Deux esquisses antiques, de D.-E. Ingelbrecht  X, Deux chœurs de Çalagula, de Gabriel Fauré  XI. Pavane pour une infante défunte, de Maurice Ravel. L'exécution a été au-dessus de tout éloge et le succès, pour Mlle Pironnay et les chœurs, aussi éclatant que mérité. Dans l'élégante assistance ; S. A- R. Mgr le duc de Sparte, comtesse de Hohenfelsen, duc et duchesse de Noailles, princesse Alexandre de Caraman-Chimay, princesse de Brahcovan, duc et duchesse de Gramont, duchesse d'Albuféra, duc et duchesse de Bisaccia, duchesse de La Mothe-Houdancourt, princesse de Faucigny-Lucinge, comte et comtesse Jean de Castellane, marquise de La Houssaye, comtesse Bernard de Goniaut-Biron, princesse Stirbey, comtesse du Bourg de Bozas, Mme Moore, marquis et marquise de Modène, vicomte et vicomtesse de Kergariou, comtesse de Viel-Castel, Mme Poincaré ; M. et Mme Gervex, comtesse Louis de Gontaut-Biron, comte et comtesse Arnaud de Gramont, princesse et Mlle de Viggiano, baronne Henri de Rothschild, Mme Jean Hennessy, comtesse Tyszkiewicz, marquise de Pracomtal, marquis et marquise d'Argenson, comte, comtesse et Mlle du Pont de Gault-Saussino, baron et baronne M. de Rothschild, baron et baronne R. de Rothschild, comte et comtesse de Castelbajac, comtesse d'Audlau, Mme Porgès, comtesse de Gabriac, Mme de Yturbe, Mme et Mlle Lemaire, comtesse G. Chandon de Briailles, comte et comtesse de Castéja, comte Albert de Mun, Mme et lle Balli, comte et comtesse de Lubersac, comte et comtesse de La Riboisière, comtesse de Puységur, vicomte de Polignac, M. Jules Roche, comte Aimery de La Rochefoucauld, prince de Beau vau, comte B. de Durfort, comte de Gabriac, prince de Furstenberg ; MM. Teyssier de Savy, A. de Fouquières, Musurus bey de Saint-André-Fournier-Sarlovèze, Moos, etc. »[28].
- 1912 : Messe solennelle en ré de Beethoven, Schola Cantorum de Paris, Salle Gaveau[29].
- 1912 : Concert de bienfaisance à Bourges[30].
- 1912 : Concert du cercle Mozart (Concert de l'Aviation) à Lorient[31].
- 1914 : Schola Cantorum Orféo de Monteverdi[32].
- 1917 : Concert de bienfaisance au Théâtre de Malakoff[33]
- 1922 : Chapelle Paroissiale de Saint Honoré d'Eylau[34].
- 1923 : Association des professeurs de la Schola Cantorum Sonate en Mi pour piano Fernande Pironnay[35].
- 1927 : Le Gala des Vedettes organisé au Casino de Paris par Léon Voltéra[36].